# Jannon Roland
Alma Jannon Roland (Springfield, 3 febbraio 1975) è un'ex cestista e allenatrice di pallacanestro statunitense, professionista nella WNBA.

## Carriera
È stata selezionata dalle Orlando Miracle al secondo giro del Draft WNBA 2000 (20ª scelta assoluta).